# КамАЗ-5350
КамАЗ-5350 — серія російських вантажних автомобілів військового призначення з колісною формулою 6х6 виробництва Камського автомобільного заводу. В 2007 до серії був доданий трьохвісний самоскид КамАЗ-53505, седельний тягач КамАЗ-53502 та бортовий тягач КамАЗ-53503. Серія КамАЗ-5350 Відноситься до сімейства «Мустанг», до якого також входять КамАЗ-4350 4х4 та КамАЗ-6350 8х8.
За бажанням замовника, на машину може бути встановлений комплекс додаткового бронювання класу 5.

## Характеристики
Передсерійні зразки проходили випробування з 1991 по 2002 рік. Серійне виробництво ведеться з 2003 року.
Автомобіль комплектується ГУР, лебідкою, дизелем КамАЗ-740.30-260 потужністю 260 к.с. при 2200 об/хв, крутним моментом 1060 Нм при 1200—1400 Нм, 10-ст. МКПП, покращене шасі, вантажопідйомністю 6 т. Шини 425/85 R21.
Представлена також подовжена версія КамАЗ-53501 вантажопідйомністю 10 т.
При створенні вантажівок цього сімейства були реалізовані конструкторські рішення, які неможливо втілити на базі шасі КамАЗ-43114 з колісною формулою 6×6.

## Машини на основі

### 2Б26 «Град-К»

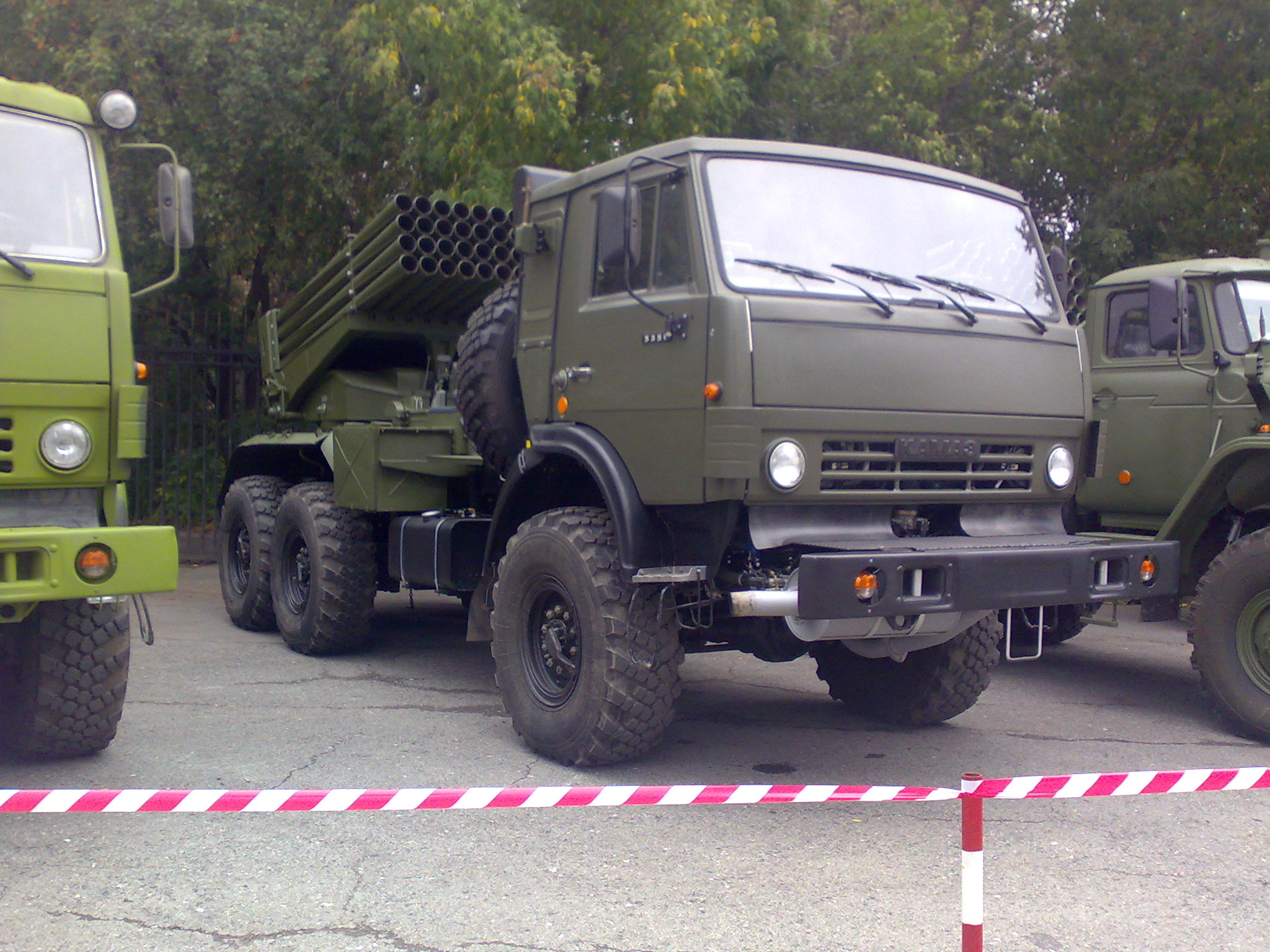
Бойова машина 2Б26 на виставці присвяченій 275-річчю Мотовіліхінських заводів

Бойові машини 2Б26 є модернізацією наявних бойових машин 2Б5 «Град» шляхом перестановки артилерійської частини з шасі автомобіля Урал-375Д на нове доопрацьоване шасі автомобіля КамАЗ-5350. Модернізацію здійснює ВАТ «Мотовіліхінські заводи». Вперше показана публіці 23 вересня 2011 року, надходити до російської армії стала в 2012 році. Також брала участь у параді 9 травня 2012 року в Ростові-на-Дону. Окрім оновлення шасі, машина має інші вдосконалення, зокрема, навігаційну систему. Обслуга машини складає 3 чоловіки. Пуск снарядів може відбуватись як із кабіни так і з виносного пульту.
В січні 2015 року одна машина 2Б26 була помічена в Донецьку на озброєнні російських терористів.

### КамАЗ-5350 «Мустанг» з КДЗ та ММ-501

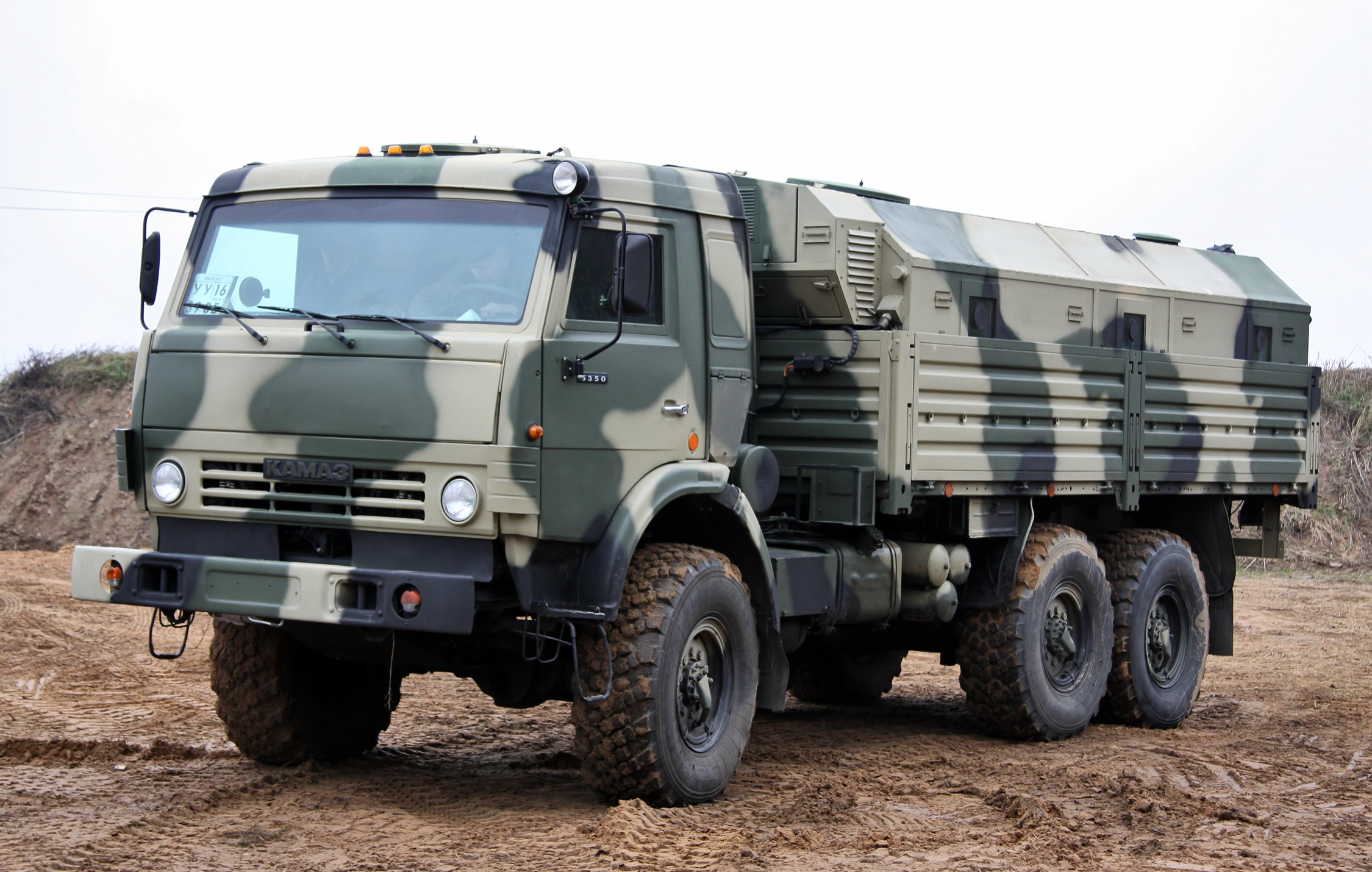
КамАЗ-5350 «Мустанг» з комплектом додаткового захисту та універсальним захищеним модулем ММ-501

Броньований автомобіль КамАЗ-5350 «Мустанг» з комплектом додаткового захисту та захищеним багатофункційним модулем ММ-501. Автомобіль призначений для перевезення особистого складу із забезпеченням захисту від засобів ураження за 5 класом захисту згідно ГОСТ Р 50963-96. Автомобіль обладнаний комплектом додаткового захисту (КДЗ), що пройшов ходові випробування в 21НДІ МО РФ, випробування на протикульну стійкість та захищеність від осколково-фугасної дії ручних гранат в 38 НДІ МО РФ в складі автомобіля КамАЗ-5350 «Мустанг» та прийняті на забезпечення МО РФ згідно рішення МВК № Р-18-2006 від 28 вересня 2006 року.

### СБА-60К2 «Булат»

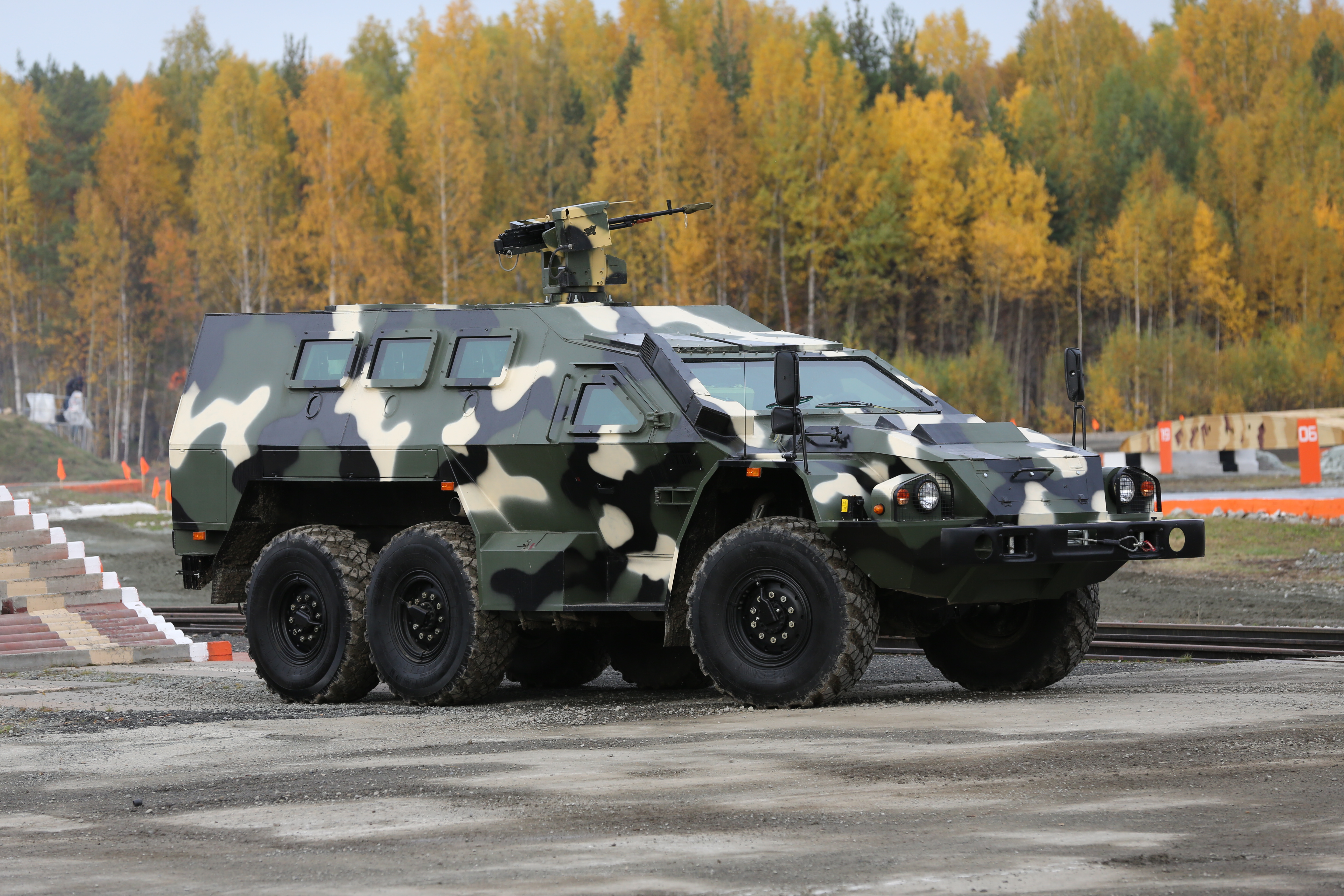
СБА-60К2 «Булат» з бойовим модулем

Спеціальний броньований автомобіль для перевезення дорогами всіх категорій в різних кліматичних умовах і захисту особового складу. Клас броньового захисту периметру — 6, днища та даху і моторного відсіку — 5 згідно ГОСТ Р 50963-96. Захищений від підриву безоболонкових вибухових пристроїв масою до 1 кг в тротиловому еквіваленті під днищем і вибуху гранати Ф-1 на поверхні даху. Усередині бронеавтомобіль може бути оснащений протиосколковим і протирикошетним захистом. Дах має шість люків, в передній та кормовій частині броньованого корпусу знаходиться по дві двері.

### П-240И-4 «Переселенец»
Встановлений на шасі КамАЗ-5350 цифровий комплекс зв'язку П-240И-4 «Переселенец» призначений для організації системи зв'язку між пунктами управління в польових умовах.
До складу комплексу входять: радіостанція «Акведук-25У», радіорелейна станція, цифрове радіорелейне обладнання, абонентський термінал, комплект технічної обробки повідомлень, комутатор відкритого зв'язку, декілька комплектів апаратури засекреченого зв'язку.
Комплекс дозволяє створювати понад сто закритих каналів з сукупною пропускною здатністю понад 2000 КБ/с. Дальність забезпечення зв'язку становить не менше 40 км. Програмне забезпечення підтримує всі сучасні і перспективні стандарти зв'язку.
Стоїть на озброєнні миротворчої мотострілецької бригади Центрального військового округу з березня 2015 року.

### Розрахунково-аналітична станція «РАСТ-3К»

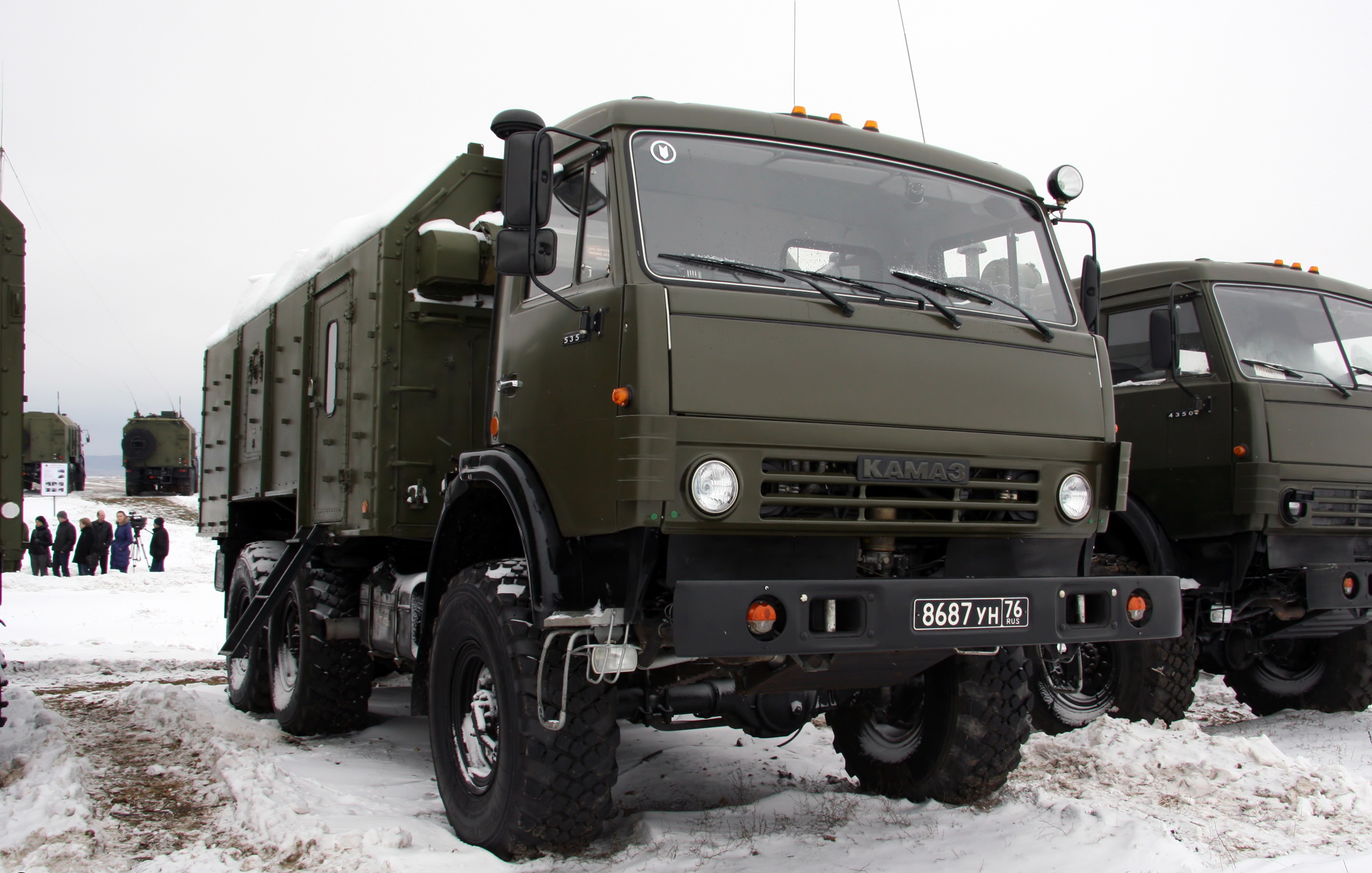
Мобільна станція РХБ розвідки РАСТ-3К

Мобільна розрахунково-аналітична станція «РАСТ-3К» призначена для автоматизованого збирання, обробки, накопичення, та збереження даних наземної та повітряної РХБ розвідки. Протягом години може отримувати точну інформацію про 60-70 ядерних вибухів а також дані з 30-50 районів, де була використана хімічна зброя. Завдяки шифрованому супутниковому каналу інформація може бути передана в оперативний штаб з найбільшої відстані в 350 км. В станцію інтегрована система супутникової навігації ГЛОНАСС.

### Комбінована радіостанція Р-142НМР

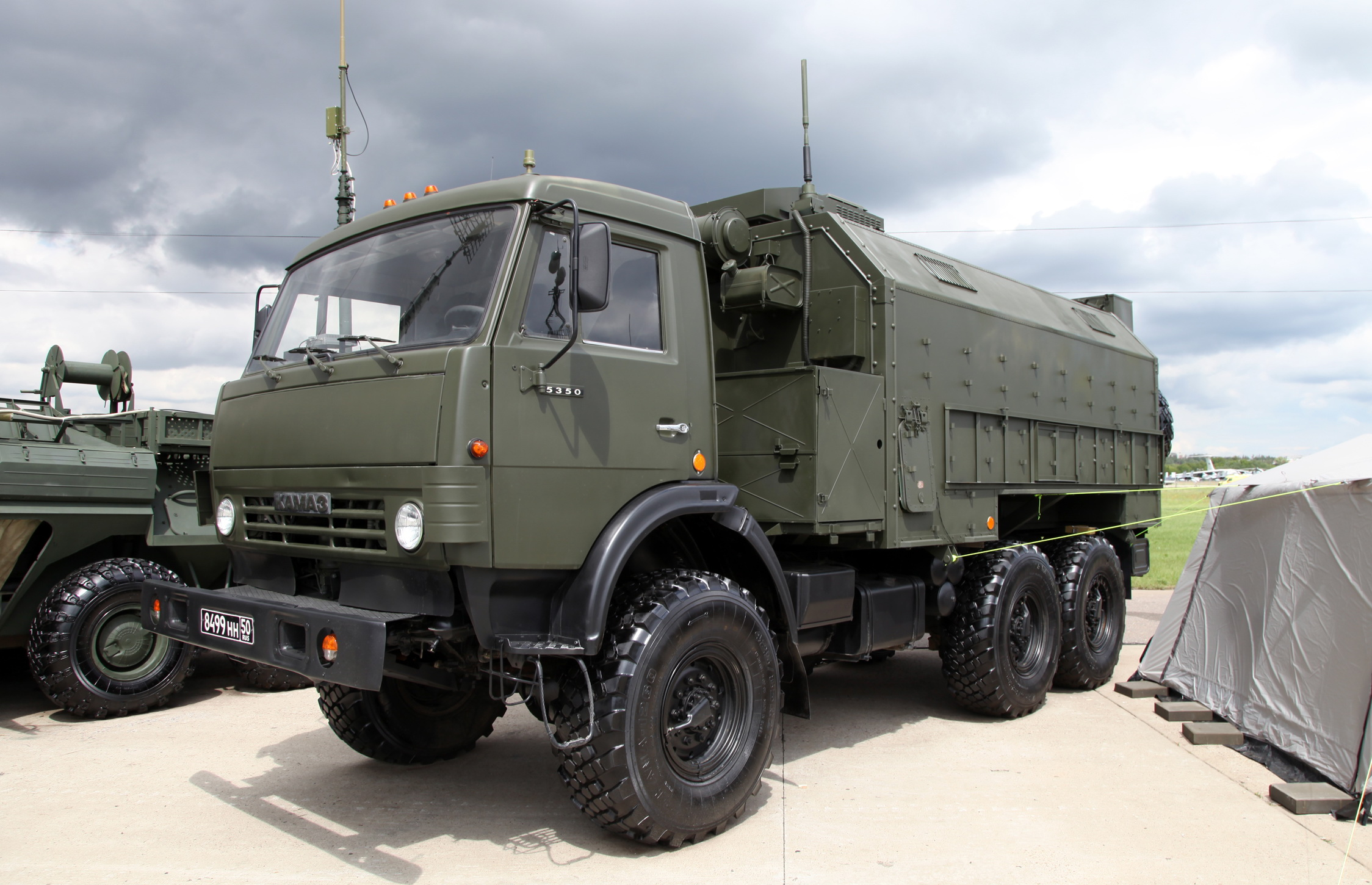
Комбінована радіостанція Р-142НМР

Комбінована радіостанція (командно-штабна машина) Р-142НМР призначена для забезпечення зв'язку і управління частинами та підрозділами збройних сил та інших силових структур. Деякі можливості системи:
- організація локальної обчислювальної мережі та робочих місць для роботи посадовців оперативного складу;
- шифрування мови та даних при передачі інформації дротовими та радіо каналами.

Також існують модифікації радіостанції Р-142НСА, Р-142ТО, Р-142Т, що можуть бути встановлені на шасі КамАЗ (КамАЗ-43114) або Урал.

### Інші

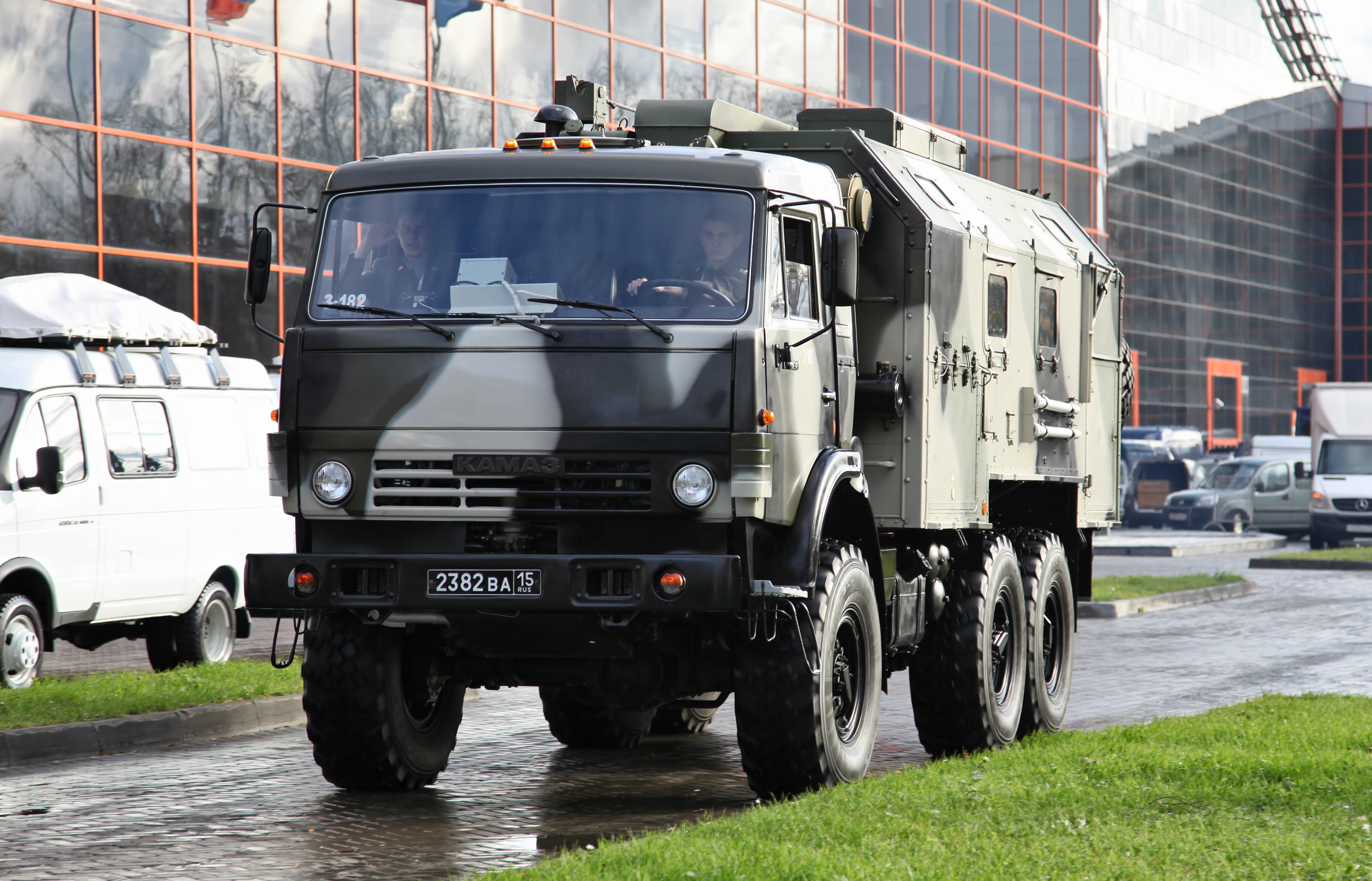
Майстерня з ремонту засобів зв'язку «Малолеток-МС»
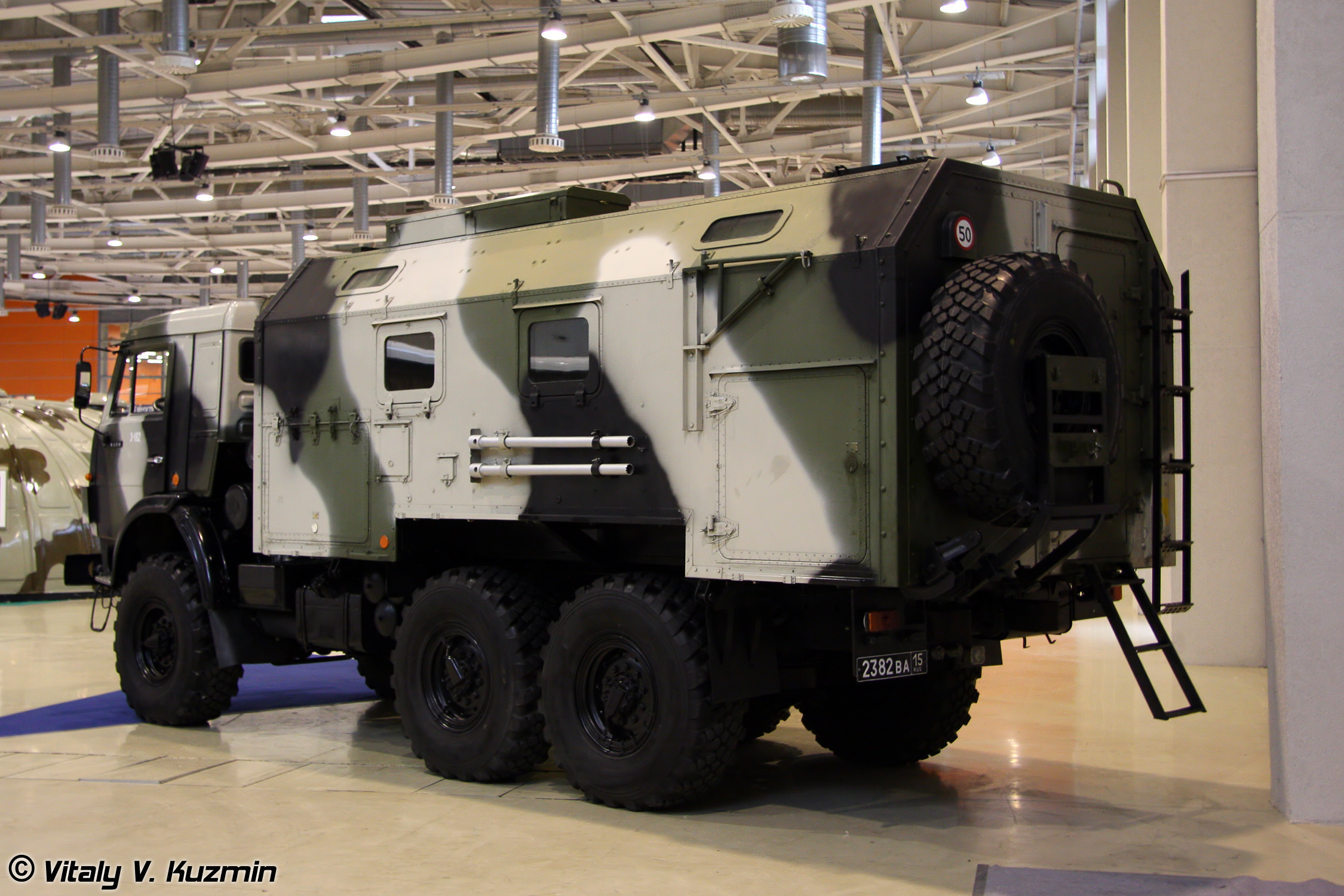
«Малолеток-МС» вигляд з лівого боку
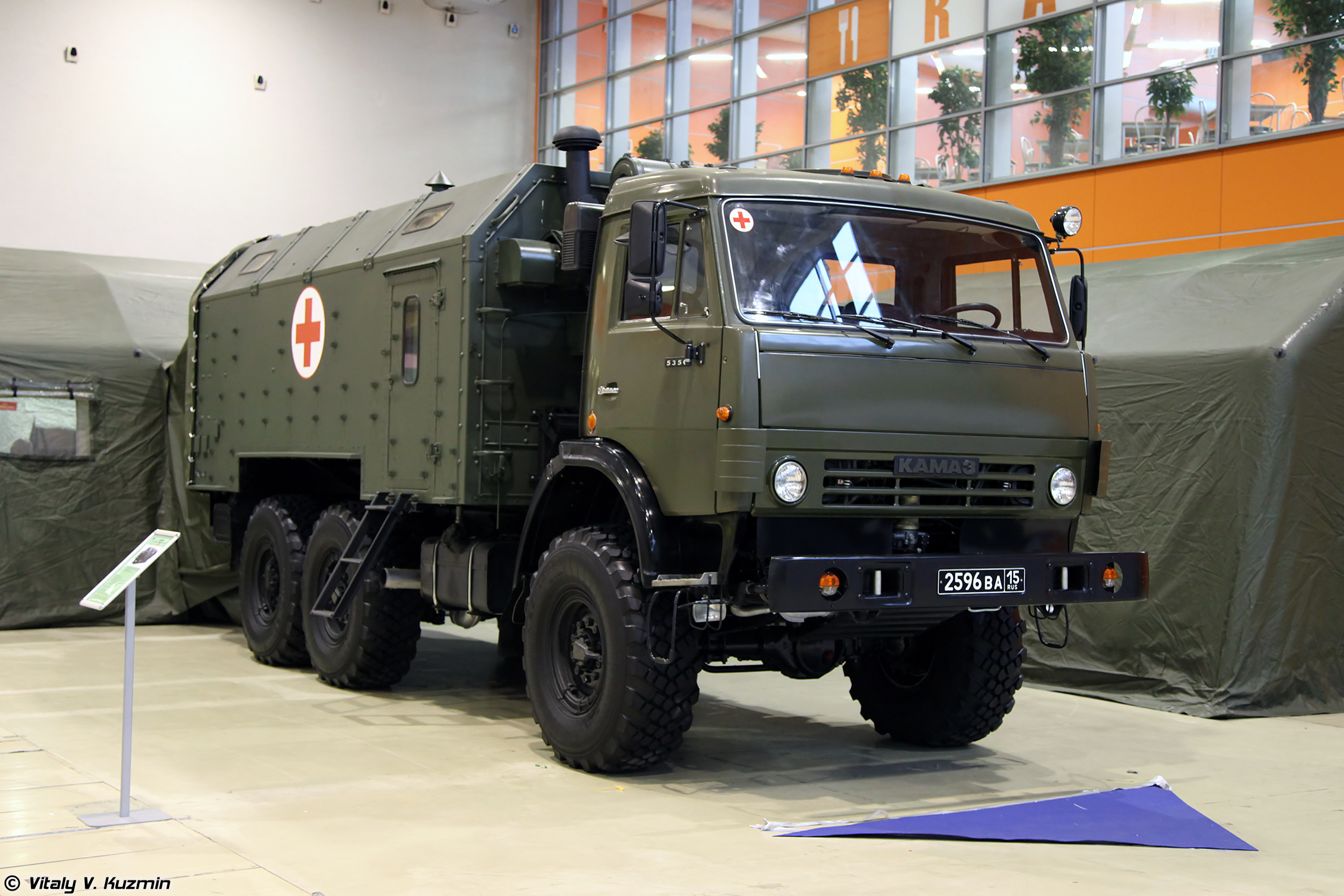
Лабораторія клініко-діагностична рухома (ЛКДП). Також є модифікація на шасі КамАЗ-43114
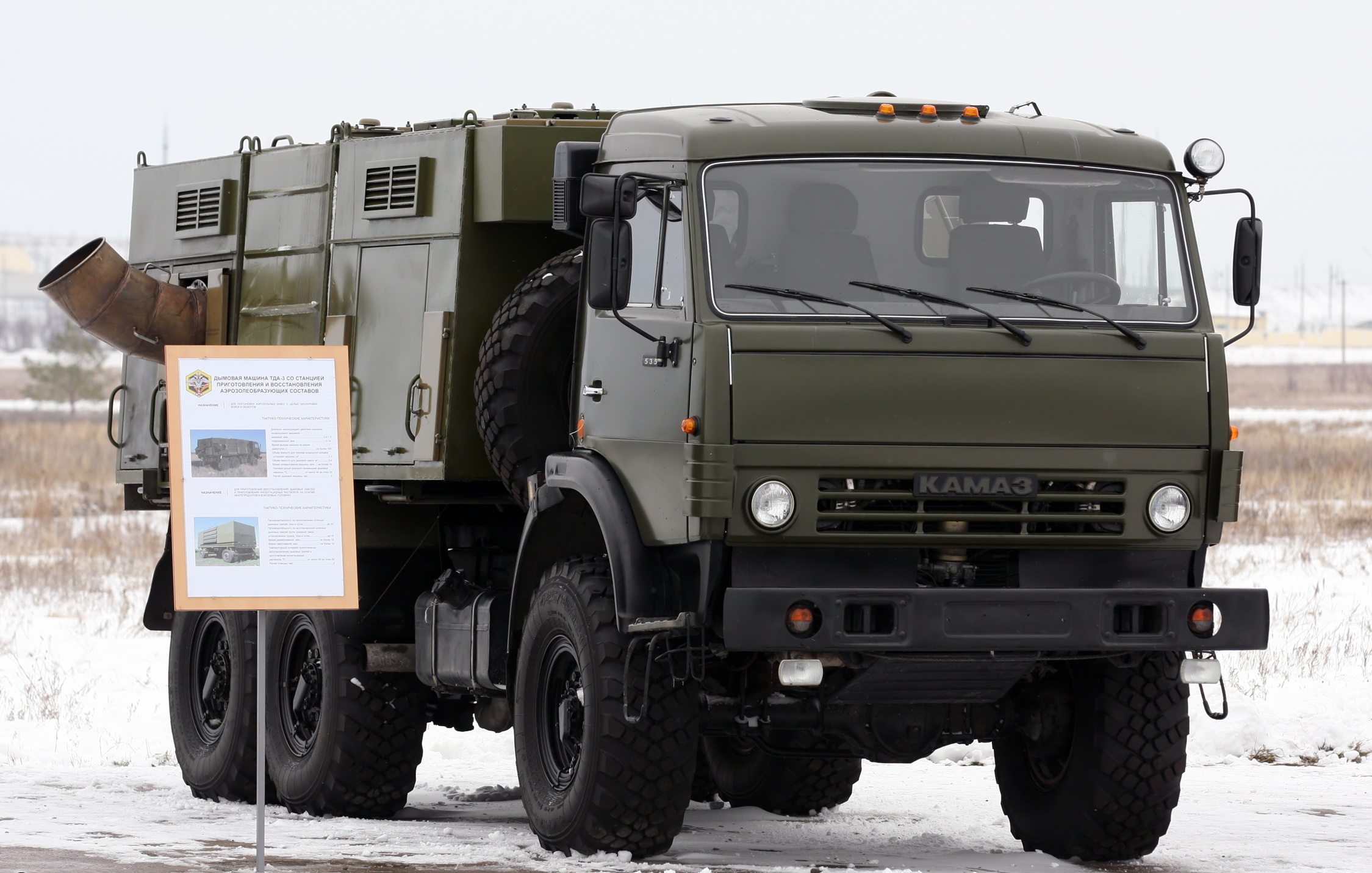
Димова машина ТДА-3 зі станцією приготування та відновлення аерозолеутворюючих сумішей. Призначена для постановки аерозольних завіс з метою маскування
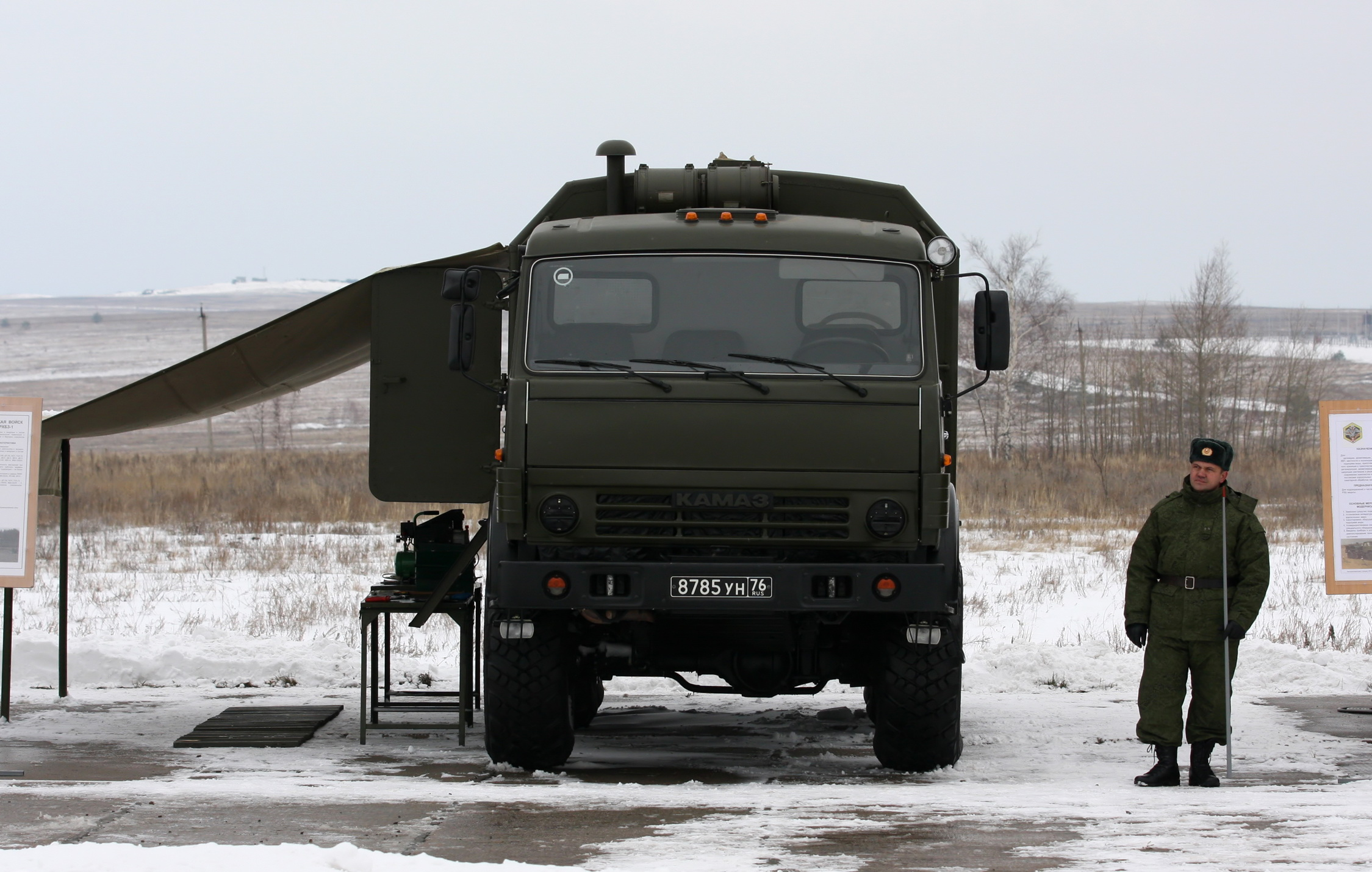
Пересувна майстерня військ РХБ захисту ПМ РХБЗ-1
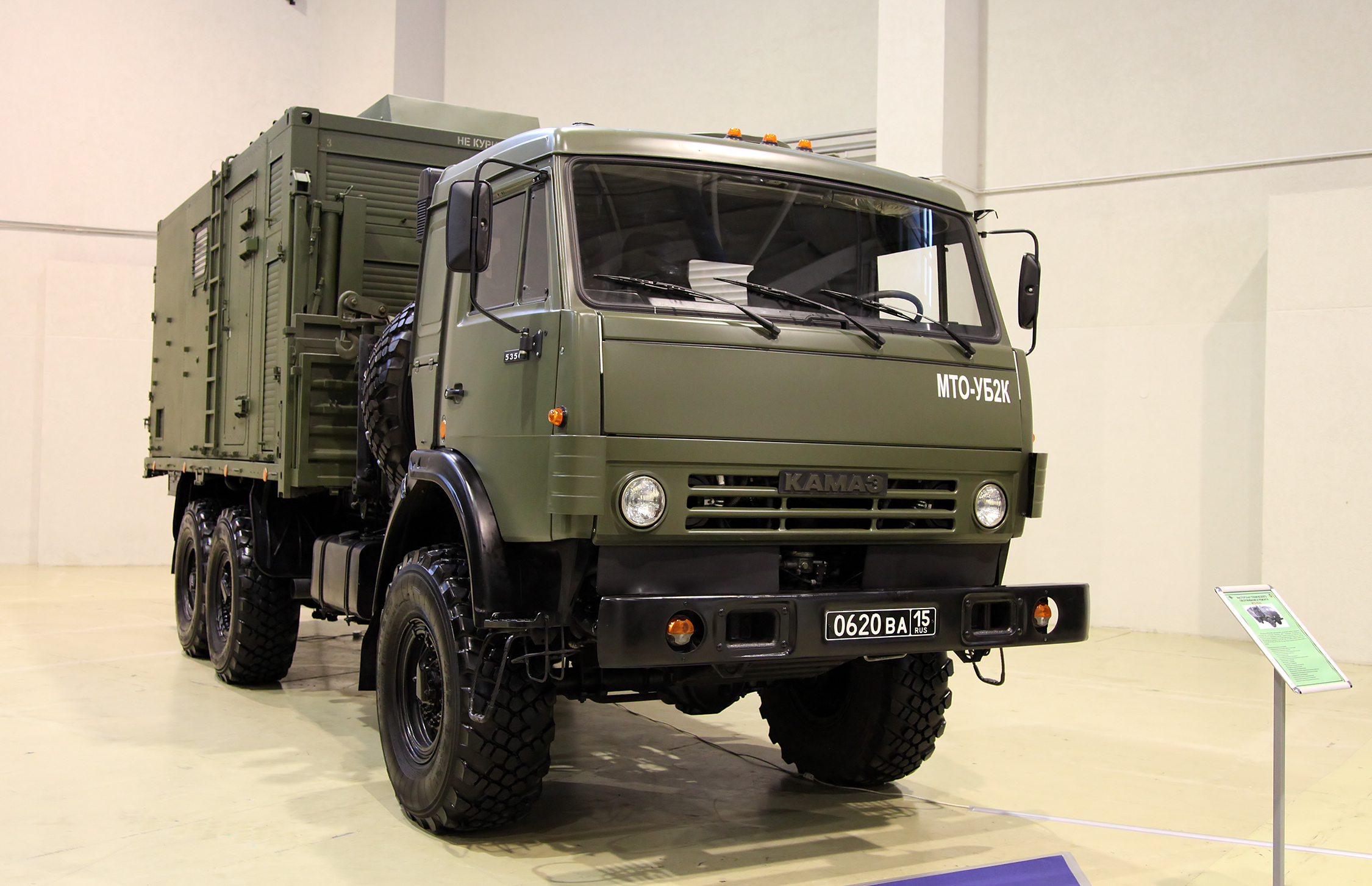
Майстерня МТО-УБ2К для надання допомоги при ремонті та обслузі сухопутної військової техніки та озброєнь (Т-90, Т-80, Т-72, БМП-1, БМП-2, БМП-3, БТР-70, БТР-80, БТР-80А, БТР-82, МТ-ЛБ, Урал-4320)
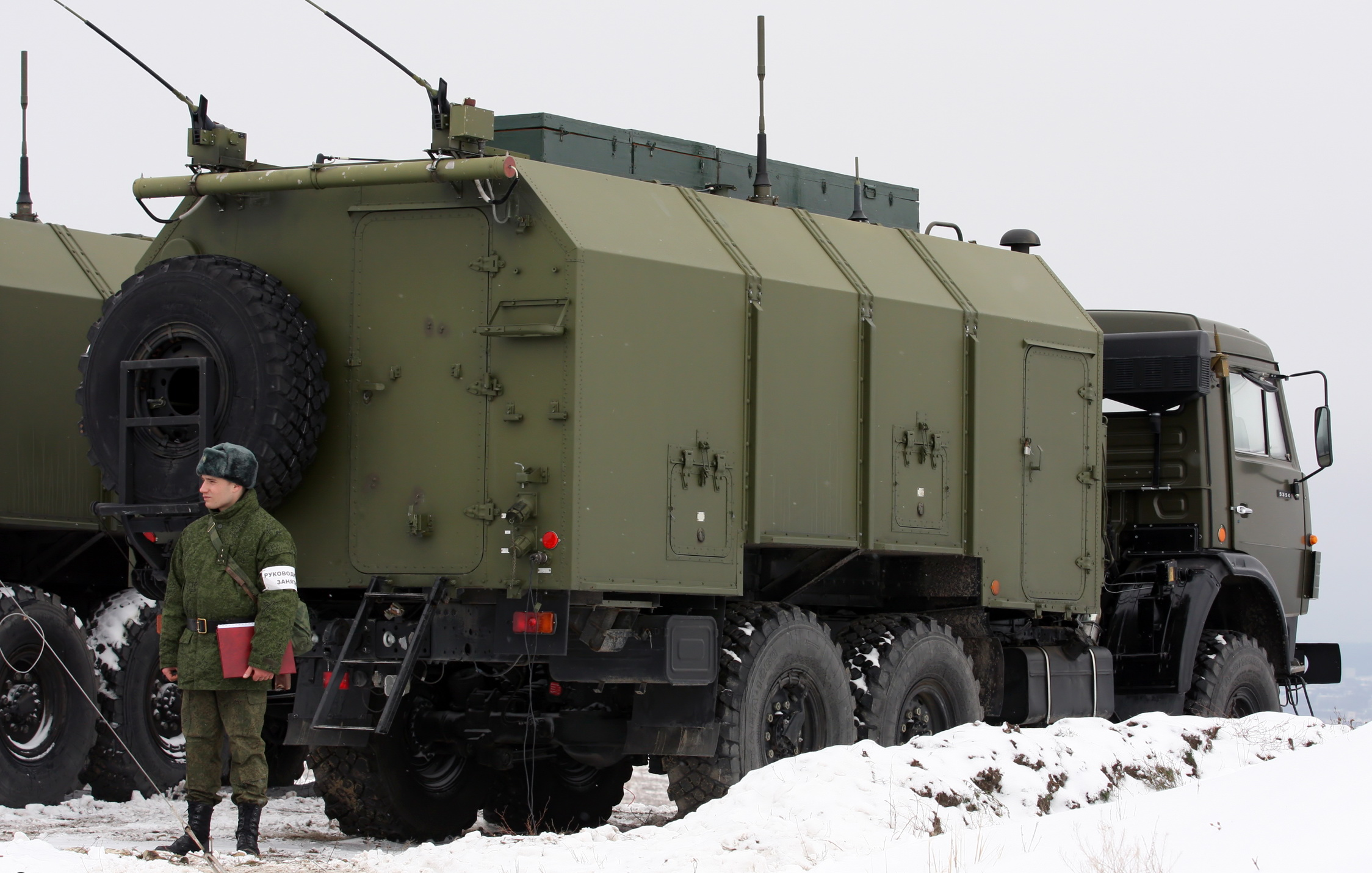
Уніфікований комплекс збору і обробки даних «Дзержинец». Призначений для збирання в польових умовах даних від сучасних засобів засічки ядерних вибухів та технічних засобів РХБ розвідки, оцінки і формування висновків про РХБ обстановку, а також видача відповідних даних.
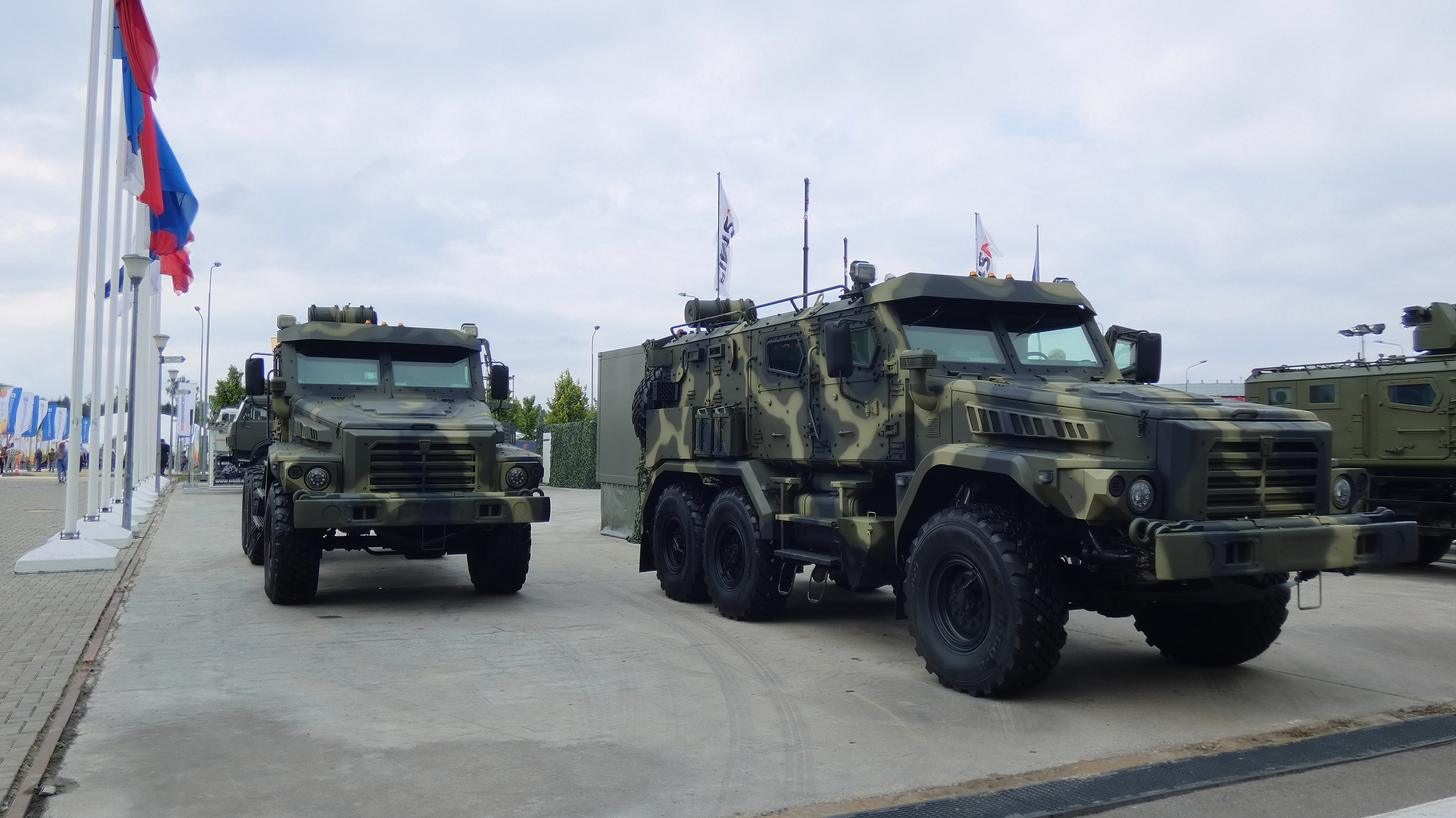
Бронеавтомобіль «патруль» на базі КамАЗ-5350.

## Бойове застосування

### Російсько-українська війна

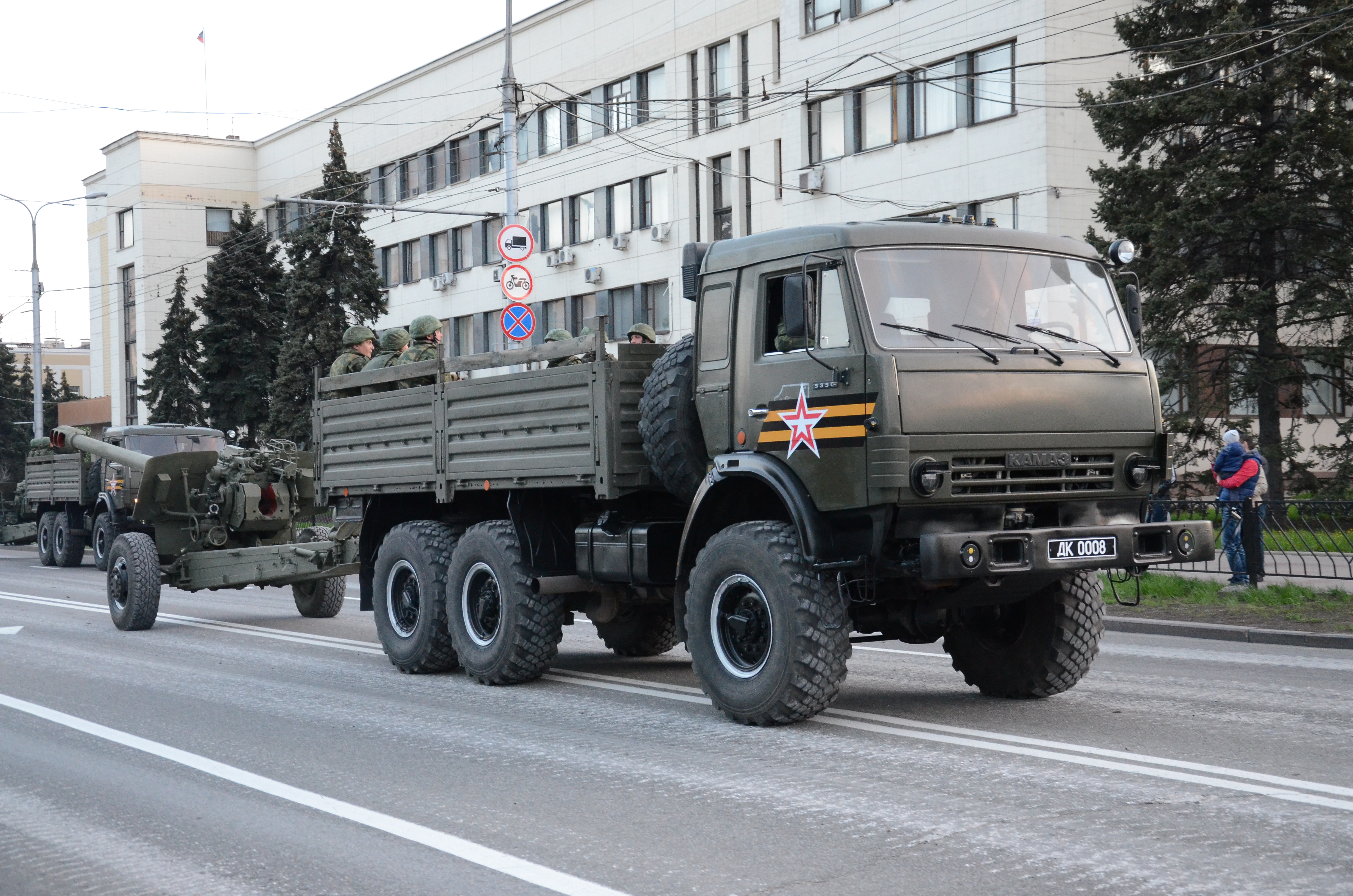
КамАЗ-5350 та гаубиця 2А65 «Мста-Б» на причепі російських терористів в Донецьку, травень 2015

Російські терористи використовують у війні на Сході України системи залпового вогню 2Б26 «Град» на шасі КамАЗ-5350 «Мустанг».
Також, машини КамАЗ 5350 брали участь як транспортний засіб. Зокрема, при невдалій спробі штурму танкової бази в Бахмуті опівночі з 8 на 9 червня 2014, при першій спробі російських бойовиків штурмувати Донецький аеропорт в травні 2014 року, тощо. Військові, котрі захищали військову базу в Артемівську, зазначили, що машину вдалося зупинити тільки вогнем зі стрілецької зброї калібру 7,62 (калібр 5,45 не «пройшов») у двигун та по колесах.